# Ràdio d'ona curta

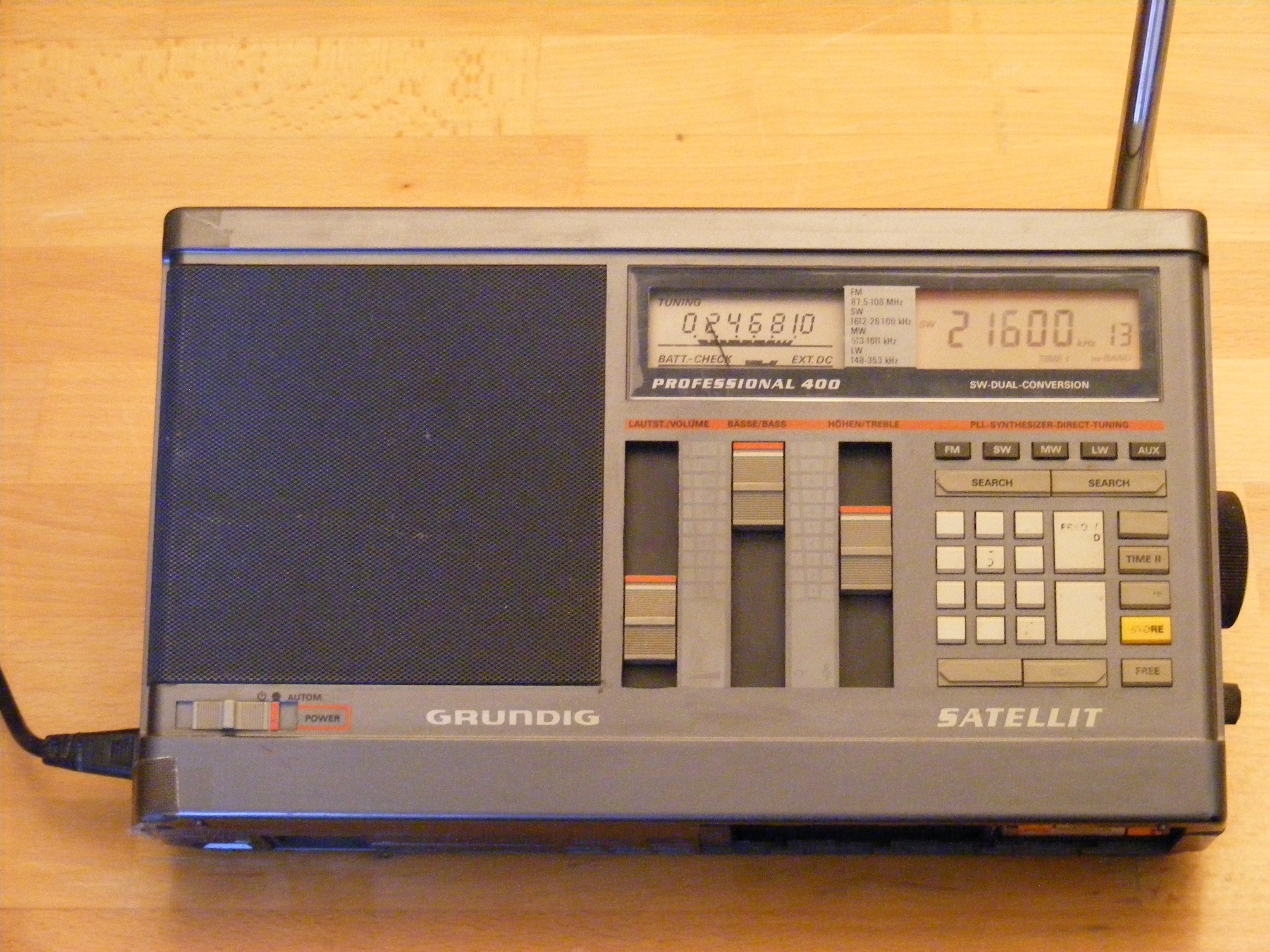
Satèl·lit Grundig 400 receptor digital d'ona curta d'estat sòlid, c. 1986

El terme ràdio d'ona curta fa referència a les emissions de ràdio que es transmeten a les bandes d'ona curta que es corresponen al rang de freqüències de 3.200 kHz a 26.100 kHz, dividits en diverses " bandes " per a la ràdio.. En aquestes freqüències les ones electromagnètiques, que es propaguen en línia recta, reboten a diferents altures (com més alta la freqüència a major altura) de la ionosfera el que permet que els senyals assoleixin punts llunyans i fins i tot donin la volta al planeta.
Les emissions de ràdio d'ona curta van tenir un paper important en els primers dies de la història de la ràdio . Durant la Segona Guerra Mundial es va utilitzar com a eina de propaganda per a un públic internacional. El moment àlgid de la transmissió internacional d'ona curta va ser durant la Guerra Freda entre 1960 i 1980. Amb l'arribada d'altres tecnologies per a la distribució de programes de ràdio, com la difusió per satèl·lit i per cable, així com les transmissions basades en IP, la difusió d'ona curta va perdre importància. Les iniciatives per digitalitzar la banda d'emissió tampoc han tingut èxit, i avui dia cada vegada hi ha menys estacions emeten en aquest rang de freqüències.

## Descripció

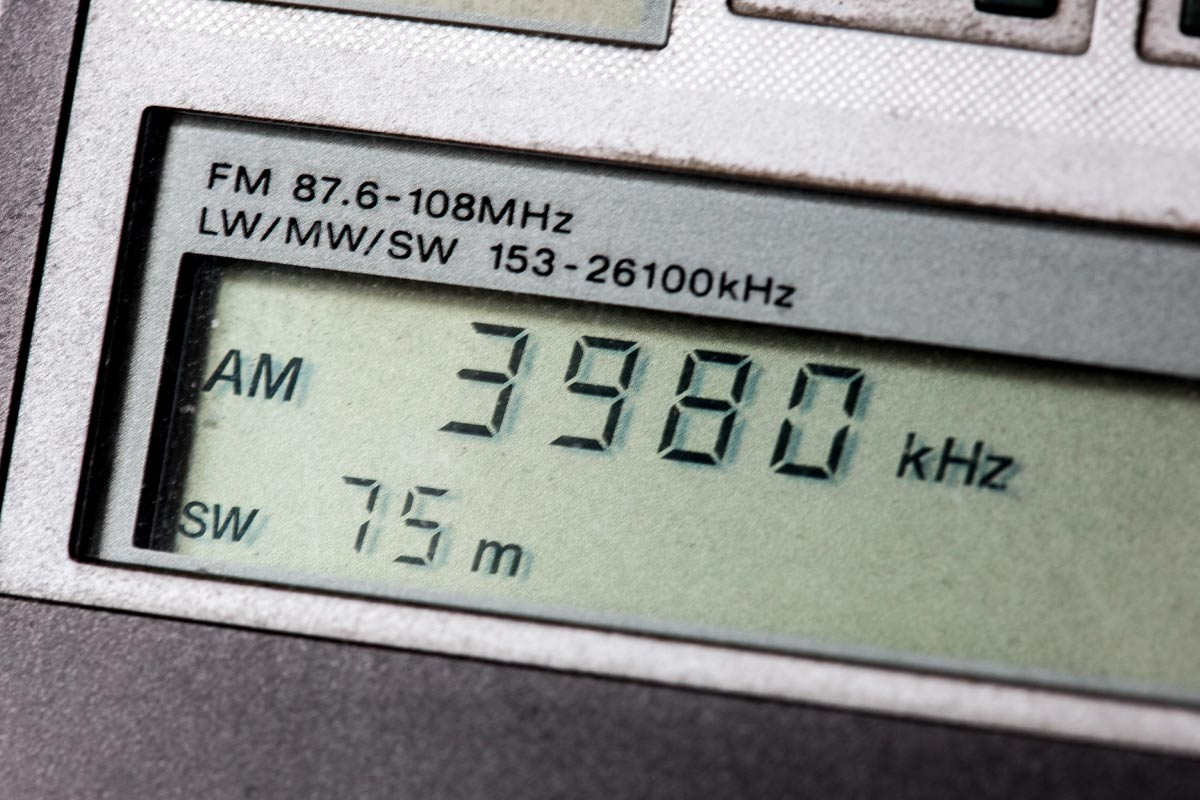
Receptor de cobertura mundial, d'ona curta (SW, SW)

La ràdio d'ona curta és similar a les estacions d'ona mitjana local (AM) que es pot sentir normalment, només que el senyal d'ona curta viatja més distància i té esvaniments, coneguts com a fàdings, cosa que fa que tingui menys qualitat el so; això és produït per la ionosfera i fa que variï l'amplitud del senyal.
Normalment s'utilitza l'AM (amplitud modulada) i la BLU o SSB (banda lateral única o single side band) tant superior com inferior.
Malgrat el que es pensa, no es necessita una "super-ràdio" per sentir aquestes transmissions provinents de tot el món. Tot el que es necessita una ràdio normal que també pugui rebre la banda d'ona curta. Tals ràdios poden ser molt barates (des de 20 €). Per sentir transmissions Internacionals, pot usar simplement l'antena telescòpica que es troba en moltes ràdios de FM. Tanmateix, per a la recepció de transmissions internacionals més exòtiques s'ha de connectar un tros de cable o filferro simple a l'antena de la ràdio. Pot trobar-se molta informació sobre això en alguns programes en ona curta, en revistes com ShortWave Magazine (SWM), o sovint en els grups de notícies especialitzats, com «rec.radio.shortwave».
Les bandes competeixen actualment amb la programació lliurada pel satèl·lit.
A diversos països les emissions tradicionals en analògic (AM) s'estan substituint per emissions digitals en format DRM.

## Història

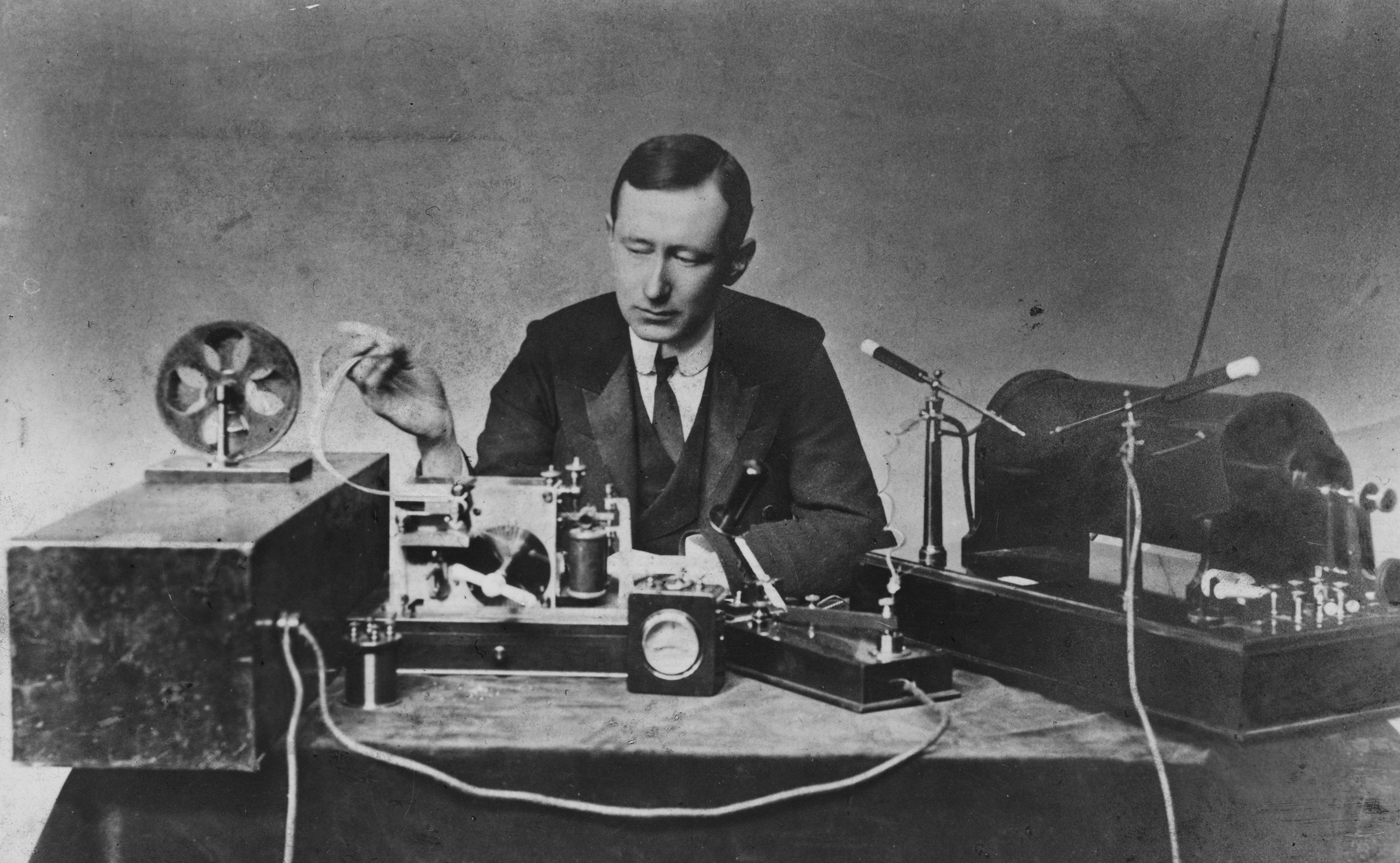
Els radioaficionats van realitzar les primeres transmissions d'ona curta a llarga distància abans que les de Guglielmo Marconi.

Els ràdio aficionats van descobrir que la comunicació a llarga distància era possible en bandes d'ona curta. Els primers serveis de llarga distància utilitzaven la propagació d'ones superficials a freqüències molt baixes, que s'atenuaven al llarg del camí a longituds d'ona inferiors a 1.000 metres. Les distàncies més llargues i les freqüències més altes amb aquest mètode van significar més pèrdua de senyal. Això, i les dificultats per generar i detectar freqüències més altes, van fer difícil el descobriment de la propagació d'ona curta per als serveis comercials.

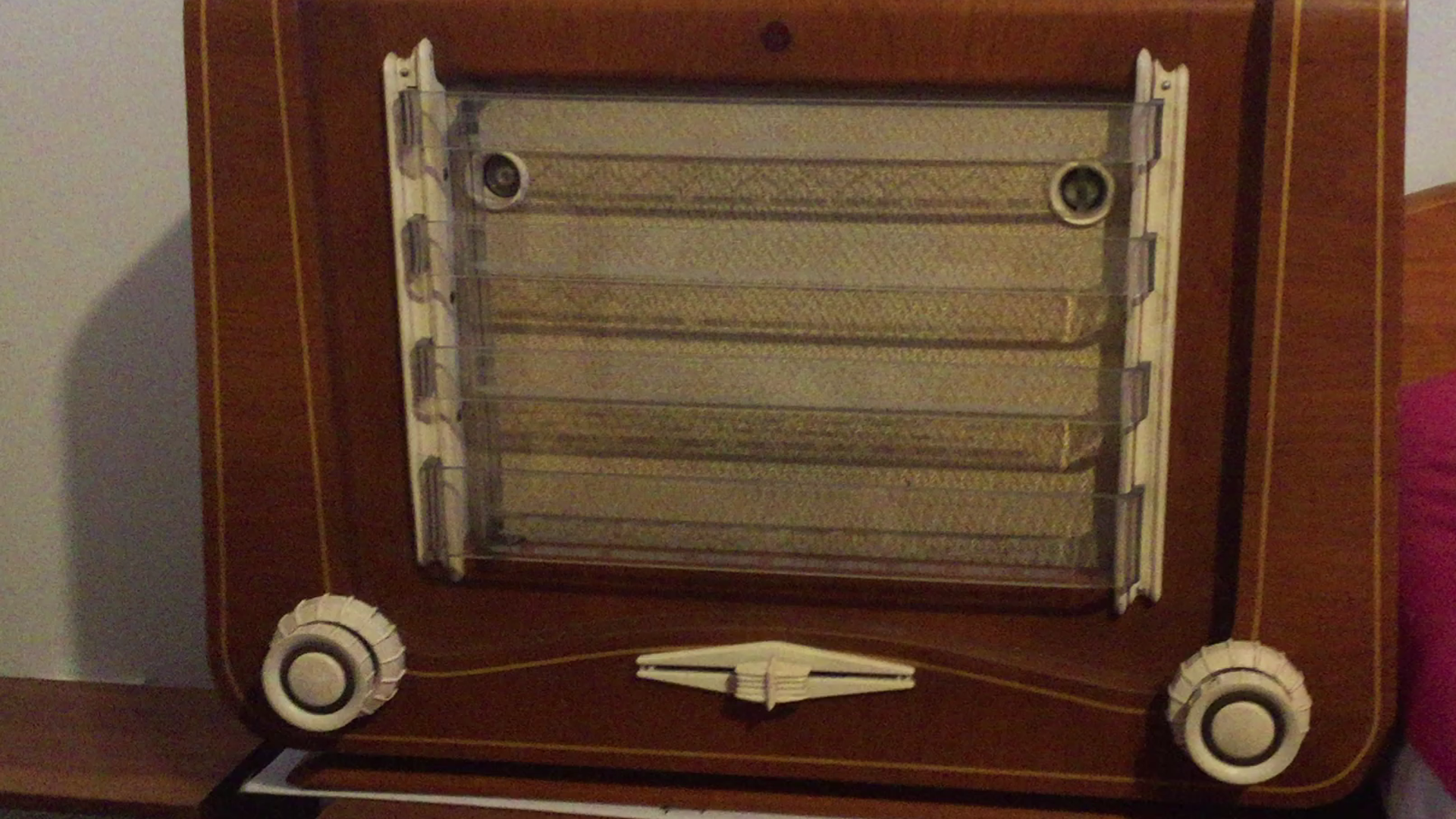
Tesla Máj 623A, receptor de vàlvules d'ona curta, llarga i mitjana de Txecoslovàquia, c. 1956 /57

La ràdio d'ona curta va tenir un paper important en el desenvolupament de la ràdio des d'una etapa inicial. El moment àlgid de la ràdio d'ona curta va ser l'època de la Guerra Freda. Molts països operaven emissores estrangeres i emetien programes en diversos idiomes. El Servei Mundial de la BBC va emetre més de 30 serveis de veu de vegades a través de les seves estacions de retransmissió d'ona curta a les antigues colònies britàniques.
L'inici de la ràdio d'ona curta es remunta a finals dels anys vint. segle. El 31 de gener de 1925 es va escoltar a Alemanya la primera transmissió de ràdio d'ona curta des dels Estats Units.
L'1 de gener de 1929 van entrar en vigor els acords de freqüències de la Conferència de ràdio de Washington, que assignaven freqüències en el rang d'ona curta a més de l'ona mitjana. El 28 d'agost, la World Broadcasting Company va començar el seu funcionament oficial el 31 banda m. El 30 de setembre, l'escriptor Alfred Döblin va pronunciar la seva intervenció “ Literatura i ràdio ” a la conferència de treball “Poesia i ràdio”. El 25 de desembre, l'emissora nord-americana NBC es va fer càrrec del programa de Nadal emès en ona curta i rebut als EUA; Va ser el primer intercanvi de programes amb els EUA. El gener de 1932 es va ampliar aquest acord d'intercanvi. El 19 d'agost, el Reichspost va presentar el primer receptor de ràdio amb un mòdul de recepció d'ona curta a l'exposició de ràdio de Berlín.